# Latillé
Latillé település Franciaországban, Vienne megyében. Lakosainak száma 1483 fő (2022. január 1.). Latillé Vasles, Ayron, Chiré-en-Montreuil és Boivre-la-Vallée községekkel határos.

## Népesség
A település népességének változása:
| Lakosok száma | 1519 | 1483 | 1486 | 1440 | 1452 | 1458 | 1460 | 1471 | 1483 |
|               | 2013 | 2015 | 2016 | 2017 | 2018 | 2019 | 2020 | 2021 | 2022 |